# Рыков, Иван (средневековый учёный)
Иван Рыков (XVI век) — русский астроном, астролог. Автор книг по астрономии, астрологии и мантике. Уроженец Пскова. Приближённый Ивана Грозного.
В ряде статей календарно-астрономического характера Иван Рыков даёт комментарии к названиям планет и зодиакальных созвездий, приводит данные о длительности дня и ночи для Москвы. Статьи предваряются притчей «О царе-годе». Также его считают автором запрещённой в «Домострое» книги «Рафли», представляющей собой руководство по гаданию и астрологии.